# Sigtrygg de Nerike
Sigtrygg fue un poderoso caudillo vikingo de Nerike (hoy Närke), Suecia en el siglo X que hospedó a Olaf II de Noruega por un tiempo durante su exilio tras la alianza de los nobles noruegos con Canuto el Grande de Dinamarca. Fue el ancestro de la influyente dinastía Natt och Dag (noche y día).